# Façade à double pente
La façade à double pente (facciata a capanna en italien), ou plus généralement couverture en double pente, est un terme architectural utilisé pour définir, en Italie notamment, la forme de la façade d'un édifice, habituellement une église, quand, comme le suggère le terme même, la couverture présente seulement deux versants.
Dans une église, la présence d'une façade à double pente n'implique pas nécessairement que l'intérieur soit constitué d'une unique nef et la façade peut dissimuler une articulation plus complexe du corps principal comme dans le cas de la basilique San Michele Maggiore à Pavie, dont les trois nefs sont précédées d'une façade à double pente.

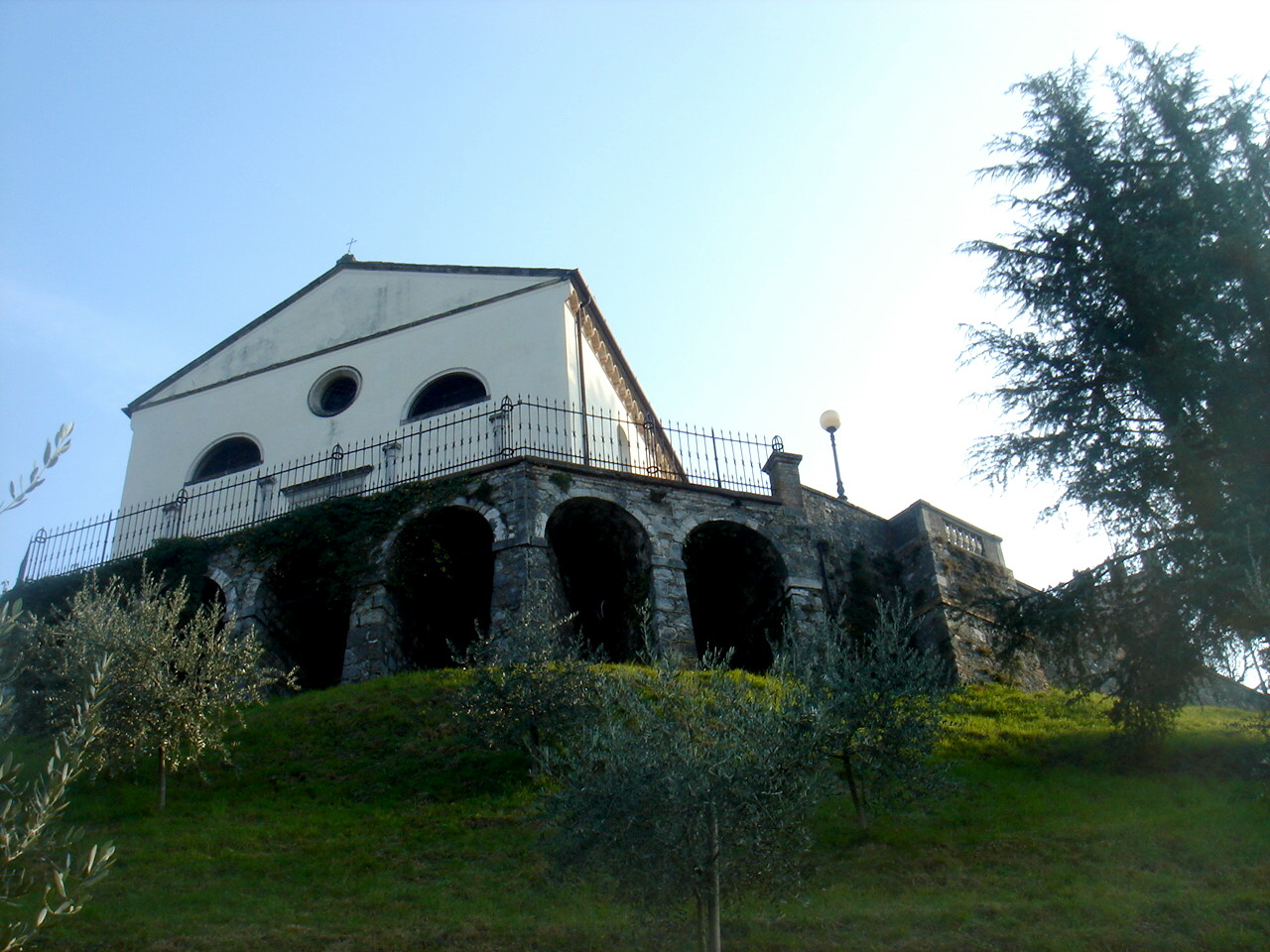
Façade à double pente d'église à une seule nef : Église SS Pietro e Paolo à Castello Roganzuolo
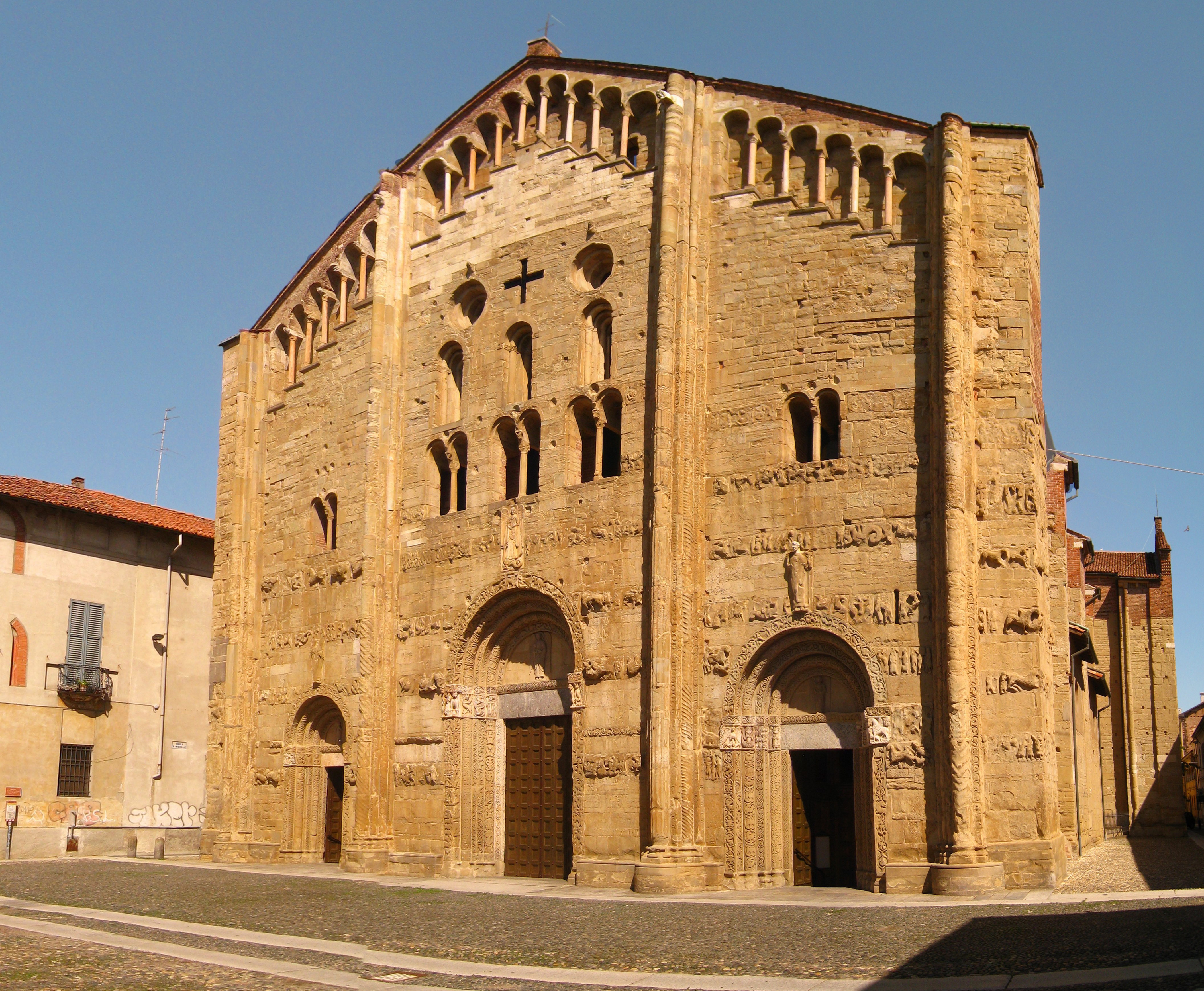
Façade à double pente d'une église à trois nefs : Basilique San Michele Maggiore à Pavie

## Sources
- (it) Cet article est partiellement ou en totalité issu de l’article de Wikipédia en italien intitulé « Facciata a capanna » (voir la liste des auteurs).